# David Foster
David Foster, född 1 november 1949 i Victoria i British Columbia, är en kanadensisk musikproducent, låtskrivare, arrangör och artist.
Foster har bland annat samarbetat med Madonna, Michael Jackson, Brandy, Natalie Cole, The Manhattan Transfer, The Corrs, Chicago, Earth, Wind & Fire, Celine Dion, Andrea Bocelli m.fl. Foster har också näsa för talang, och har de senaste åren vaskat fram nya stjärnor som Josh Groban, Renee Olstead och Michael Bublé.  Han har dessutom både skrivit låtar och turnerat med American Idol-stjärnan Clay Aiken.

## Karriär
Under 1980-talet släppte Foster ut ett gäng album som innehöll både låtar som han själv sjöng på men också helt instrumentala låtar. Foster & John Parr skrev ledmotivet till filmen St. Elmo's Fire, "Man in motion (St Elmos Fire)", som sedan Parr sjöng in 1985.
En av de mest kända låtar som han själv har sjungit på är "Best Of Me" som han sjöng i duett med Olivia Newton-John 1986.
Han var dessutom nominerad till en Oscar för låten "Glory Of Love" 1986. Den framfördes av kollegan Peter Cetera och var ledmotiv till filmen Karate Kid II: Mästarprovet. Peter och David har jobbat tillsammans tidigare när Peter var sångare i bandet Chicago. De skrev tillsammans två av gruppens största hits, "Hard To Say I'm Sorry" 1982 och "You're The Inspiration" 1984.
Foster låg även bakom musiken till den tecknade filmen Det magiska svärdet - kampen om Camelot 1998 som för övrigt belönades med en Golden Globe för sången "The Prayer" som han själv hade skrivit. Han har även producerat pojkbandet All-4-Ones dunderhit "I Swear" 1994. 
Hans största hit som producent kom med låten "I Will Always Love You" med Whitney Houston från filmen Bodyguard 1992. Vare sig David eller Whitney var särskilt förtjusta i låten, som i original är inspelad, tillika skriven, av Dolly Parton 1974. Efter en massiv övertalningskampanj av Kevin Costner, som spelade den ena huvudrollen i filmen, spelades låten in. 
I de olympiska vinterspelen 1988 och 2002 inleddes båda med sånger komponerade av just Foster. Dels ledmotivet "Can You Feel It?" till OS 1988 och dels Golden Globe-vinnande sången "The Prayer", som 2002 framfördes av Josh Groban och Charlotte Church. David Foster slog också igenom med låten "Winter Games". En helspäckad pianolåt som han till slut sålde på noter.
Foster har varit gift fem gånger, senaste äktenskapet sedan 2019 är med Katharine McPhee.

## Diskografi
Med Skylark
- 1972: Skylark
- 1974: 2 Skylark

Med Attitudes
- 1976: Attitudes
- 1977: Good News Attitudes

Med Airplay
- 1980: Airplay

Solo
- 1983: The Best of Me
- 1986: David Foster
- 1988: The Symphony Sessions
- 1989: Time Passing
- 1990: River of Love
- 1991: Rechordings
- 1993: The Christmas Album
- 1994: Love Lights The World

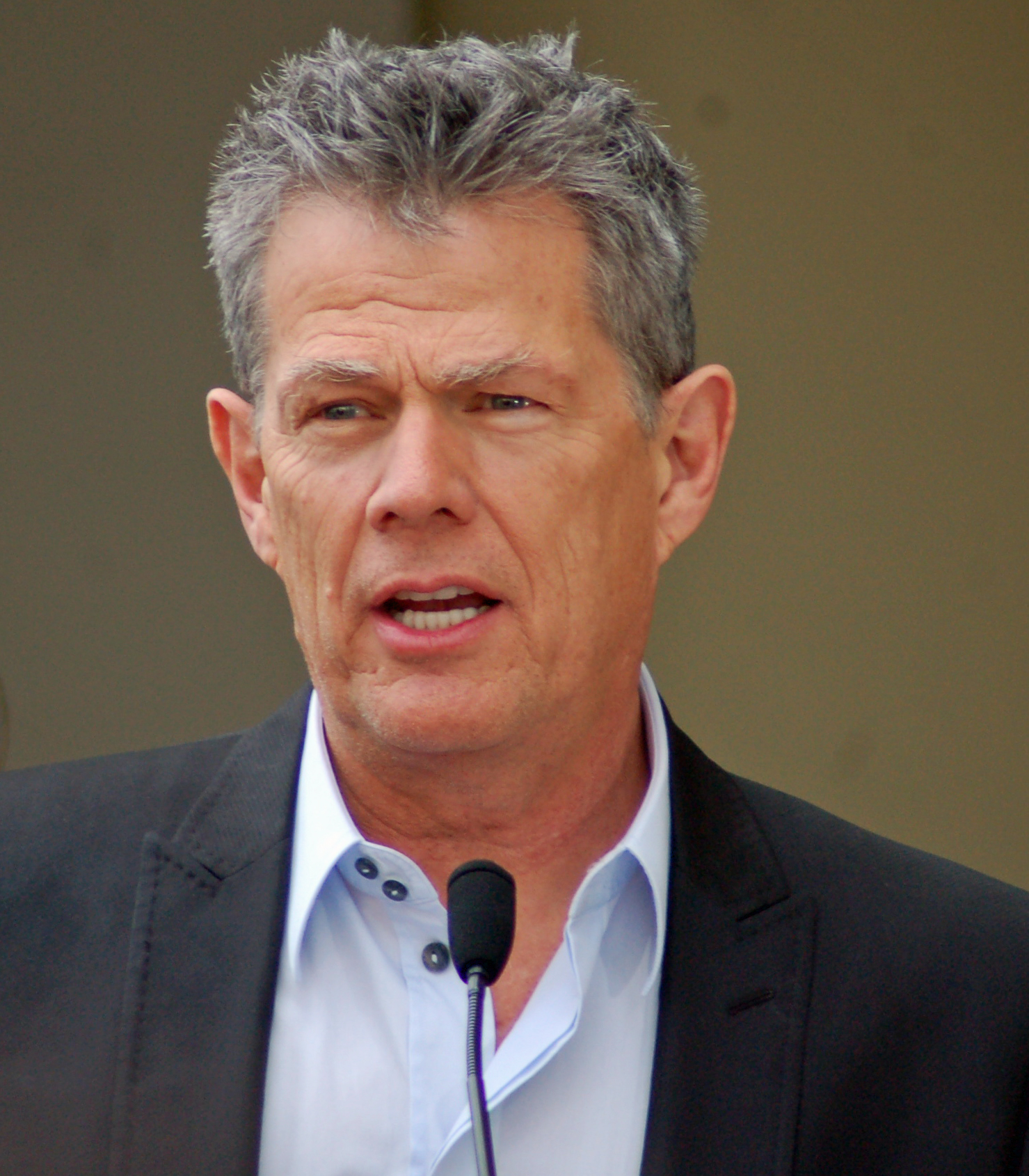
David Foster 2010.

- 2008: Hit Man: David Foster & Friends
- 2011: Hit Man Returns: David Foster & Friends
- 2020: Eleven Words

Samlingsalbum
- 1992: A Touch Of David Foster
- 2000: The Best Of Me: A Collection of David Foster’s Greatest Works
- 2002: Love Stories
- 2010: The Magic of David Foster & Friends
- 2012: The Best of Celine Dion & David Foster

Singlar
- 1985: "Love Theme From St. Elmo's Fire (For Just a Moment)"
- 1986: "The Best of Me" (Duett med Olivia Newton-John)
- 1988: "Winter Games (Can't You Feel It)"
- 2001: "O Canada" (med Lara Fabian)
- 2003: "Teko’s Theme" (med Nita Whitaker)